# Asmir Begović
Asmir Begović (Trebinje, 20 de junho de 1987) é um futebolista bósnio que atua como goleiro. Atualmente joga no Leicester City.
Em 2 de novembro de 2013, pelo Stoke City, fez o gol de goleiro mais rápido da história do futebol, com apenas 13 segundos de jogo.

## Clubes

### Stoke City

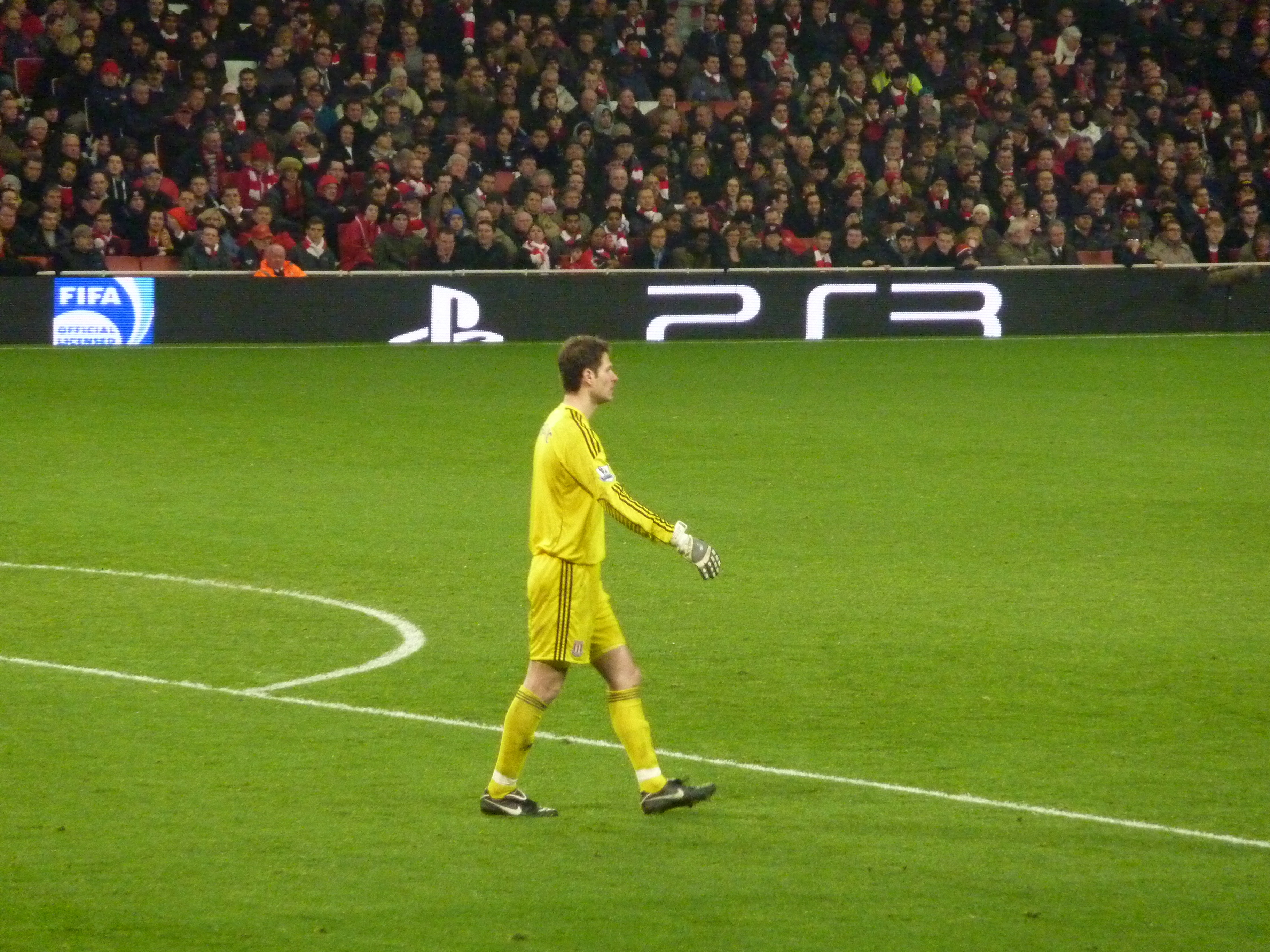
Begović atuando pelo Stoke City em 2011.

Em 1 de fevereiro de 2010, Begović assinou um contrato de quatro temporadas com o Stoke City por uma taxa de £ 3.250.000.
Begović também manteve conversas com o Tottenham Hotspur, antes de se juntar ao Stoke, mas optou pelo Stoke devido a "razões esportivas". Mais tarde, ele revelou seu alívio em deixar o Portsmouth após a turbulência financeira durante a temporada 2009–10.
Begović fez sua estreia contra o Chelsea em 25 de abril de 2010, ao substituir o lesionado Thomas Sørensen no minuto 35. Ele fez seu primeiro jogo sem sofrer gols pelo Stoke com um empate 0-0 com o Everton em 1 de maio de 2010. Ele também jogou nos dois últimos jogos da temporada 2009–10 contra o Fulham e Manchester United. No início da temporada 2010–11 Begović recebeu a camisa um do treinador Tony Pulis. Begović teria se recusado a jogar em uma partida da Copa da Liga contra o Shrewsbury Town, uma decisão que Pulis disse ter sido totalmente desrespeitosa. Begović, por outro lado, negou que tivesse se recusado a jogar.
Apesar disso, Begović jogou sua primeira partida da temporada na rodada seguinte da Copa da Liga contra o Fulham e, em seguida, contra o West Ham United. Ele fez a sua primeira aparição pela liga no dia 30 de outubro contra o Everton, substituindo o lesionado Thomas Sørensen. Seguindo esta, Begović assumiu de Sørensen a vaga de titular. Ele também fez as pazes com Tony Pulis com sua ausência da partida contra o Shrewsbury. Depois de uma derrota estreita no jogo diante do Arsenal em fevereiro de 2011, Begović acredita que o Stoke está se desenvolvendo bem. Na semana seguinte contra o West Ham United, Begović cometeu um erro ao presentear um gol a Demba Ba. Begović perdeu uma final da FA Cup como reserva de Sørensen, sendo preferido para jogar em partidas da copa.
Begović começou a temporada 2011–12 como goleiro titular, incluindo uma boa exibição contra o Liverpool em 11 de setembro.  Begović continuou como titular da equipe na temporada 2012–13, e começou a temporada em boa forma sofrendo apenas 12 gols nos 15 jogos de abertura. No dia 2 de novembro de 2013, Begović marcou o gol do seu time no empate em 1x1 contra o Southampton. A bola foi recuada e ele deu um chute para frente surpreendendo o goleiro adversário, tendo marcado um golo para o seu time aos 12 segundos de jogo.
No fim da temporada 2014–15 aumentou os rumores de uma possível saída do Stoke City, para um clube de maior expressão nacional.

## Seleção Nacional

### Canadá
Begović apareceu para o Canadá na Copa do Mundo FIFA Sub-20 de 2007 depois de aparecer em um comercial da Adidas como parte de uma campanha publicitária antes do torneio. Ele fez várias fundamentais defesas para sua equipe em uma derrota por 3-0 para o Chile. No final do terceiro jogo do torneio, Begović saiu de sua área para interceptar uma bola longa de um defensor do Congo. A bola deu um salto, forçando-o a usar as mãos para evitar que passasse por cima de sua cabeça. Ele recebeu um cartão vermelho direto, e o meia Jonathan Beaulieu-Bourgault foi forçado a jogar no gol, como o Canadá tinha feito suas três substituições.

### Bósnia e Herzegovina
No entanto, menos de dois meses depois, Begović mudou de ideia e em 21 de agosto de 2009 aceitou um convite para dois jogos da Bósnia pelas eliminatórias da Copa do Mundo de 2010: fora de casa contra a Armênia em 5 de setembro de 2009, e quatro dias depois contra a Turquia em casa, em Zenica. Durante os preparativos pré-jogo, Begović deu uma entrevista ao portal web da Bósnia, afirmando entre outras coisas: "Eu nasci em Trebinje, Bósnia e Herzegovina é a minha pátria e eu não ficaria desapontado, mesmo se eu não conseguir um chance de jogar de imediato". Ele não joga em qualquer jogo. No entanto, sua estreia para a equipe nacional veio finalmente no jogo seguinte, contra a Estónia. Ele veio para substituir Kenan Hasagić no minuto 92 da partida, em que a Bósnia venceu a partida com um placar final de 2 a 0.
Em 3 de março, ele desempenhou um papel significativo em uma partida pela primeira vez quando teve que jogar o segundo tempo em amistoso da Bósnia contra Gana. Bósnia venceu a partida por 2-1 e Begović não concedeu nenhum gol. Ele jogou sua primeira partida completa contra a Suécia em maio de 2010. A Bósnia perdeu o jogo por 4 a 2, mas Begović não foi responsável por nenhum dos gols, de acordo com a mídia da Bósnia, como eles culparam a defesa da Bósnia para os gols. Ele causou polêmica depois que foi cortado de amistosos da Bósnia contra a Eslováquia e México.

## Vida pessoal
Asmir Begović nasceu em Trebinje, Iugoslávia depois de se tornar parte do que é hoje na Bósnia e Herzegovina para um Bosniak família. Seu pai, Amir Begović, era um goleiro para FK Leotar de Trebinje e Iskra FK de Stolac. Sua mãe é Ajnija, que é de Stolac. A família de Begović fugiu depois da guerra na Bósnia, e foram para a Alemanha quando Asmir tinha quatro anos, onde começou a jogar futebol organizado. Quando ele tinha 10 anos, sua família se mudou para Edmonton, Alberta. Em 2004 eles se mudaram de volta para a Alemanha para acompanhar o desenvolvimento do futebol juvenil de Asmir. Em 18 de Junho de 2011, Begović se casou com sua mulher americana, Nicolle, com quem tem uma filha, Taylor.
Crescendo na Alemanha, apoiado Begović viu gigantes como Bayern de Munique e os goleiros do time como Oliver Kahn como sua inspiração. Ele também assisti a jogos de seu clube local VfB Stuttgart.

## Títulos
Chelsea
- Premier League: 2016–17

FK Qarabağ
- Campeonato Azeri de Futebol: 2019–20

### Prêmios Individuais
- Melhor jogador canadense da seleção sub-21: 2007
- Melhor jogador jovem do Stoke City: 2011
- Jogador do ano Stoke City: 2013
- Melhores jogadores do Stoke City: 2013
- Stoke City (Coaches): 2013
- Livro dos recordes, gol mais distante no futebol (A medida oficial é 91,9 metros)